# Décès en avril 1967
Décès
- 1963
- 1964
- 1965
- 1966
- 1967
- 1968
- 1969
- 1970
- 1971

Pour une information complémentaire, voir la page d'aide.

| Date     | Nom                  | Pays                 | Activités                              | Âge | Source |
| -------- | -------------------- | -------------------- | -------------------------------------- | --- | ------ |
| 1 avril  | Jan van Dort         | Drapeau des Pays-Bas | Footballeur international néerlandais. | 77  |        |
| 7 avril  | Isa Jeynevald        | Drapeau de la France | Cantatrice français.                   | 81  |        |
| 26 avril | Pilar Jorge de Tella | Drapeau de Cuba      | Féministe cubaine                      | 82  |        |